# Канпурська битва
Канпурська битва або Друга битва за Канпур відбулась під час повстання сипаїв 1857 року й позбавила повстанців останнього шансу перехопити ініціативу й захопити міста Канпур і Лакхнау.

## Передумови
Під час повстання 1857 року проти панування Ост-Індійської компанії Канпур був захоплений лідером повстанців Наною Сагібом. Сили компанії на чолі з генерал-майором Генрі Гевелоком відбили місто 17 липня 1857 року. Невдовзі після прибуття до Канпура Гевелок отримав звістку, що Генрі Лоуренс, британський резидент (фактично губернатор) помер, обложений у Лакхнау гарнізон компанії перебуває під загрозою, і Лакхнау може здатись. Гевелок вирішив йти на допомогу Лакхнау. Військо Гевелока з боями пробилось через сили повстанців, що загороджували дорогу, здобувши перемоги при Унао й Башіратганжі, зазнавши при цьому значних втрат. Гевелок отримав інформацію, що Гвалурська армія також повстала проти правління компанії. Гевелок усвідомив, що його сил недостатньо для прориву до Лакхнау й 13 серпня повернувся до Канпура, щоб дочекатись підходу підкріплень.
Отримавши підкріплення, британські війська почали будівництво моста через річку Ганг, утім солдати повстанців атакували міст з північного берега. Гевелок відрядив полк сикхів під проводом Брезера, щоб прикрити будівництво мосту. Сикхи змусили повстанців до відступу, й міст був добудований без подальших перешкод.
Посилена британська армія під командою Гевелока і генерал-лейтенанта Джеймса Утрама атакувала Лакхнау, пробилась до Резиденції, але також опинилась в облозі.
Інший більш численний контингент під проводом генерала Коліна Кемпбелла, новоспеченого головнокомандувача в Індії, збирався в Канпурі, щоб удатись до другої спроби прориву облоги Лакхнау. Коли його військо виступило до Лакхнау, Кемпбелл залишив 1,5 тисячі осіб під командою бригадного генерала Чарльза Еша Віндгема утримувати Канпур, міст з човнів через Ганг та укріплення, збудоване для захисту мосту. Віндгем брав участь у Кримській війні, де заробив репутацію хороброго солдата й отримав прізвисько «Редан» Віндгем, після штурмів укріплень у Севастополі.
У той час заступник Нани Сагіба Тантія Топі зібрав армію для захоплення Канпура, ядром якої став Гвалурський контингент, набраний та організований за тією ж схемою, що армія Бенгальського президентства Ост-Індійської компанії. Гвалурський контингент повстав проти своїх британських офіцерів у червні та липні. Контингент був бездіяльним, поки їх не очолив Тантія Топі та не повів їх на Калпі 9 листопада, де вони перетнули річку Джамна й вирушили на схід до Канпура.

## Захоплення Канпура
19 листопада авангард Тантії Топі з 6 тисяч осіб захопив усі дороги на захід і північний захід від Канпура. Хоч Віндгем був упевнений, що Кемпбелл матиме успіх у Лакхнау, він вирішив атакувати військо Тантії Топі, перед тим як повсталий лідер отримає можливість атакувати укріплення.
26 листопада сили Віндгема відкинули назад авангард Тантії Топі. Однак до того часу підійшли головні сили повстанців. Віндгем намагався відступити у повному порядку, але деякі його сили (батальйон зібраний з підрозділів кількох полків) зламали стрій та відступили без наказу, захопивши грабунком воду й запаси, сягнувши укріплення.
Тим часом Кемпбелл відступав з Лакхнау з тритисячним військом і конвоєм з 2 тисячами хворих, поранених і некомбатантів, евакуйованих з Лакхнау. Довідавшись, що Канпур опинився під загрозою, Кемпбелл залишив піхоту для захисту конвою та повів кавалерію й кінну артилерію. 27 листопада його загін сягнув північного берега Гангу й виявив, що міст все ще цілий. Віндгем утримував укріплення, але сили Тантії Топі окупували місто Канпур і місцевість між містом і річкою Ганг.

## Евакуація цивільного населення
Наступного дня Кемпбелл перетнув міст, розвернувши артилерію на північному березі річки, щоб обстрілювати повстанців, які загрожували мосту, й повільно перевів візки та інші транспортні засоби через міст. Весь процес зайняв три дні. Хоч деякі офіцери переконували Кемпбелла атакувати одразу після евакуації північного берега, наступні п'ять днів Кемпбелл провів в очікуванні поки всі некомбатанти не будуть переведені нижче річкою та не опиняться у безпеці. Пізніше Кемпбелл став відомий своєю неквапливістю й обачливістю, отримавши прізвисько «сер Верблюд, що повзе».

## Розгром сил Тантії Топі
Повстанці продовжували здійснювати окремі атаки на британські позиції. Після відбиття атаки від 5 грудня Кемпбелл сам був готовий піти в атаку, отримавши підкріплення у 5 600 осіб і 35 гармат. 6 грудня зі свого укріплення Віндгем почав інтенсивний артобстріл, щоб ввести повстанців в оману, ніби Кемпбелл атакує їхній лівий фланг. Насправді британці атакували правий фланг повстанців, рухаючись навколо міста та загрожуючи лінії комунікації повстанців з Калпі. Вирішальну роль відіграла артилерія Кемпбелла, деякі його гармати були важчими за всю артилерію повстанців, особливо 24-фунтові гармати, якими керували моряки з Морської бригади.
Гвалурський контингент зламався і побіг, після цього на північ від міста були розгромлені власні васали й послідовники Нани Сагіба. Британська кіннота переслідувала повстанців і тиснула якомога сильніше, захопивши майже всі гармати й візки повстанців. Наступного дня біля Бітура була захоплена казна Нани Сагіба, схована у криниці.

## Результат
Повстанці атакували Канпур у найбільш сприятливий момент під проводом одного з найдинамічніших і харизматичних постатей, але все ж зазнали поразки. З того часу повстання було приречено під ударами британських військ, що прибували до Індії, хоч Тантія Топи й інші лідери понад рік продовжували спротив.